# Sariana Nordin
Sariana binti Nordin (geb. 1976) ist eine Fliegerin aus Brunei. Sie ist die erste Pilotin, welche bei der Royal Brunei Airlines arbeitet.

## Leben
Sariana begann ihr Flugtraining 1999 in Parafield, Adelaide. 2004 erwarb sie sowohl ihre Frozen Airline Transport Pilot’s License als auch ihre Commercial Pilot’s License. Im selben Jahr begann sie mit kommerziellen Flügen in Liverpool und auf der Isle of Man bis 2006. Im September desselben Jahres begann sie mit dem Training auf der Boeing 767 mit der Royal Brunei Airlines, auf welcher sie später Senior First Officer wurde. 2008 erhielt sie eine Auszeichnung des Brunei Women’s Forum. Am 23. Februar 2016 diente sie erstmals als erster Offizier, zusammen mit Kapitänin Sharifah Czarena und der Ersten Offizierin Dk Nadiah Pg Khashiem, auf einer Boeing 787 Dreamliner von Brunei nach Jeddah; der Flug war der erste in der Geschichte, der von einer ausschließlich weiblichen Crew geflogen wurde. Die drei Frauen stellten ein Selfie auf Instagram ein, welches viral ging und Thema von Zeitungsartikeln wurde. Sultan Hassanal Bolkiah besuchte sie bei einer anderen Gelegenheit auf dem Flugdeck, als sie das Flugzeug bei einem kurzen Flug über Brunei International Airport steuerte.